# Silali
La montaña Silali es un volcán inactivo del Gregory Rift (la rama oriental del  Gran Valle del Rift), cerca de Kapedo, al sur del Valle Suguta, que llega hasta el lago Turkana, a 70 km del lago Baringo. Forma un grupo volcánico con el Paka y el Koposi (Loyamoruk)
Se cree que estuvo activo desde hace 400.000-220.000 hasta hace 5.000. Su impresionante caldera de 5x8 km y 300 m de profundidad la hace la mayor del Valle del Rift Gregory. Su desarrollo precaldera comenzó hace 63.000 años con peralcalinas, traquitas y piroclastos, sucedido por materiales alcalinos hasta dar lugar a basaltos, cuya composición es similar a la de las islas oceánicas, pero por isótopos, se revela una variedad de orígenes.

## Medio ambiente
La media anual de temperatura a de Loyamoruk es de 26 °C, elevándose a 40 °C  en la temporada de calor. La precipitación media es 594 milímetros con amplias variaciones.
Las plantas de la sabana no tienen una fuente permanente de agua y el río Nginyang fluye solo tras las lluvias. Según los relatos orales, en las últimas décadas la zona se ha vuelto más seca.

## Energía geotérmica
En septiembre de 2011, la GDC  (Geothermal Development Company) seleccionó ocho de quince empresas presentadas para construir cada una plantas de 100 MW .

1°10′10″S 36°10′30″E / -1.16944, 36.17500